# Камінне Село (урочище)
Камі́нне Село́ (Кам'яне́ Село́) — геологічний заказник місцевого значення. Розташований на схід від села Рудня-Замисловицька Коростенського району Житомирської області. Являє собою скупчення великих валунів. 
Площа 15 га. Розташований у лісовому масиві на території Замисловицького лісництва. 

## Гіпотези виникнення
Найчастіше оперують двома гіпотезами виникнення урочища. Згідно з однією, 20 тис. років тому валуни були принесені льодовиком, що малоймовірно, оскільки будь-які власне льодовикові відклади та форми рельєфу відсутні в околицях, а сам заказник знаходиться за межами ймовірного поширення Дніпровського заледеніння.
За іншою гіпотезою вони являють собою залишки підніжжя древніх повністю зниклих гір, оголені льодовиком від ґрунтових нашарувань, що теж малоймовірно.
Найімовірніше, дані валуни - звичайні денудаційні останці , що є поширеними у межах Українського кристалічного щита загалом та в околицях конкретно (наприклад, урочища Сідлач біля с. Замисловичі та Чортів Млин біля с. Шебедиха) Цю гіпотезу підтверджує те, що дані валуни морфологічно не відрізняються від корінних порід, що належать до устинівського підтипу кишинської серії гранітів.

## Міфологія
З урочищем пов'язані численні легенди та повір'я місцевих жителів. 
Назва «Камінне Село» виникла з однієї такої легенди, що розповідає про те, як колись у лісі було багате село. Одного разу через нього проходив старий в убогому одязі і попросив хліба у господаря багатого двору. Той махнув на нього рукою: «Іди собі, чоловіче, ніколи мені». Але потім дав йому ніби цілу хлібину, яка виявилася каменем. Старий, яким виявився сам Господь, що спустився на землю, вийшов з села, озирнувся і село враз скам'яніло. На одному з каменів, де він відпочивав, залишився величезний слід босої ноги.
Інша легенда розповідає про битву, що відбувалася на цьому місці між Богом (у варіанті — Ісус) і темними силами. Після довгої битви Сатана був переможений, на камінні залишилися глибокі подряпини від його пазурів. Бог же, повертаючись на небо, ступив кілька кроків по каменю і залишив відбитки.
Багато каменів дійсно обрисами нагадують сільські будинки, тут є свій «майдан» зі «школою», і навіть «церква». Найчастіше туристи відвідують камінь зі «слідами Бога», до нього спеціально приставлена драбина. За повір'ям, «слід» цей дає паломникам здоров'я і здійснення бажань.

## Сучасність
У 2020 році злодії вкрали мох, який ріс на валунах в “українському Стоунхенджі” – Камінному селі в Олевському районі.. Подальша доля цього моху невідома.

## Галерея

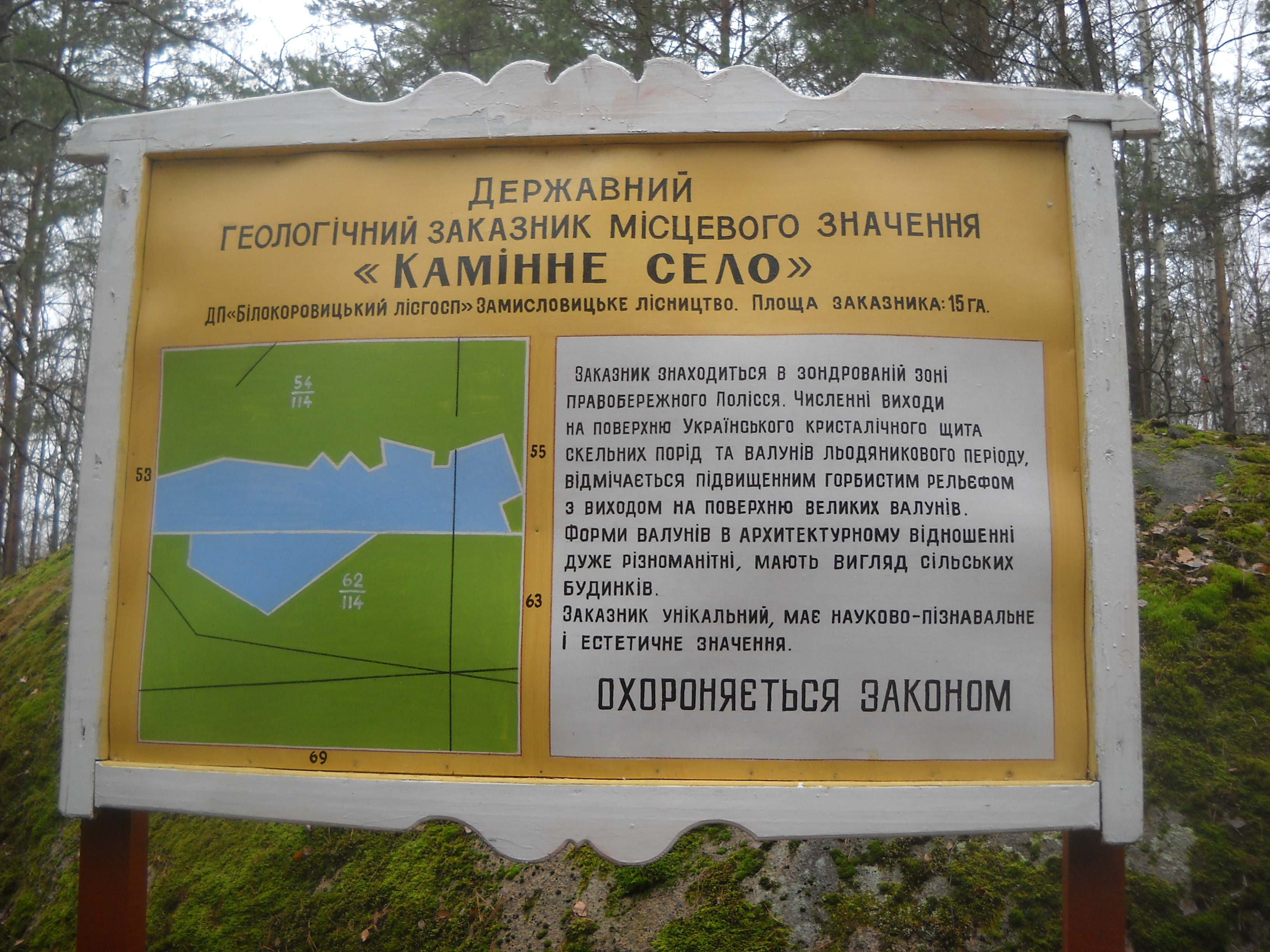
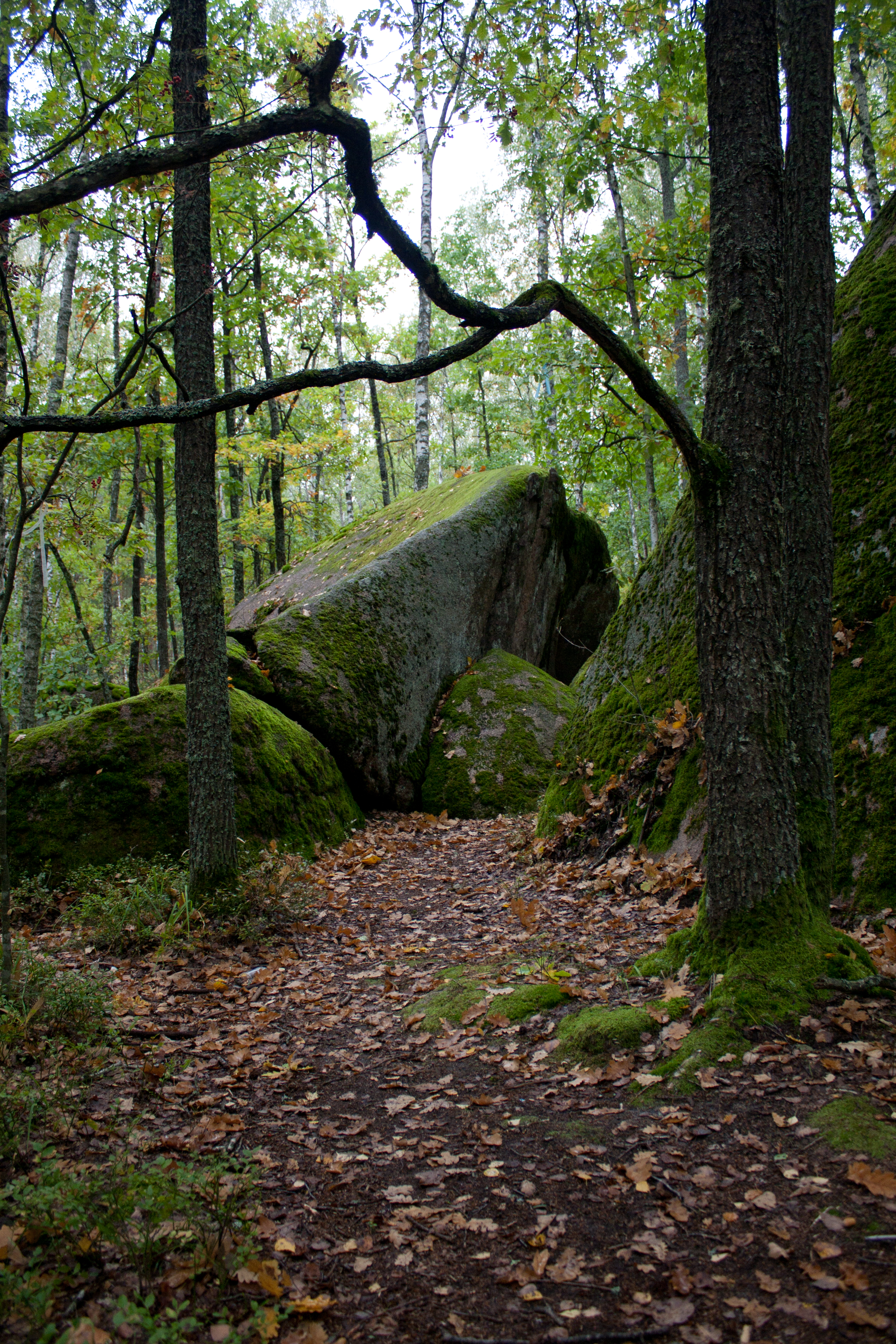
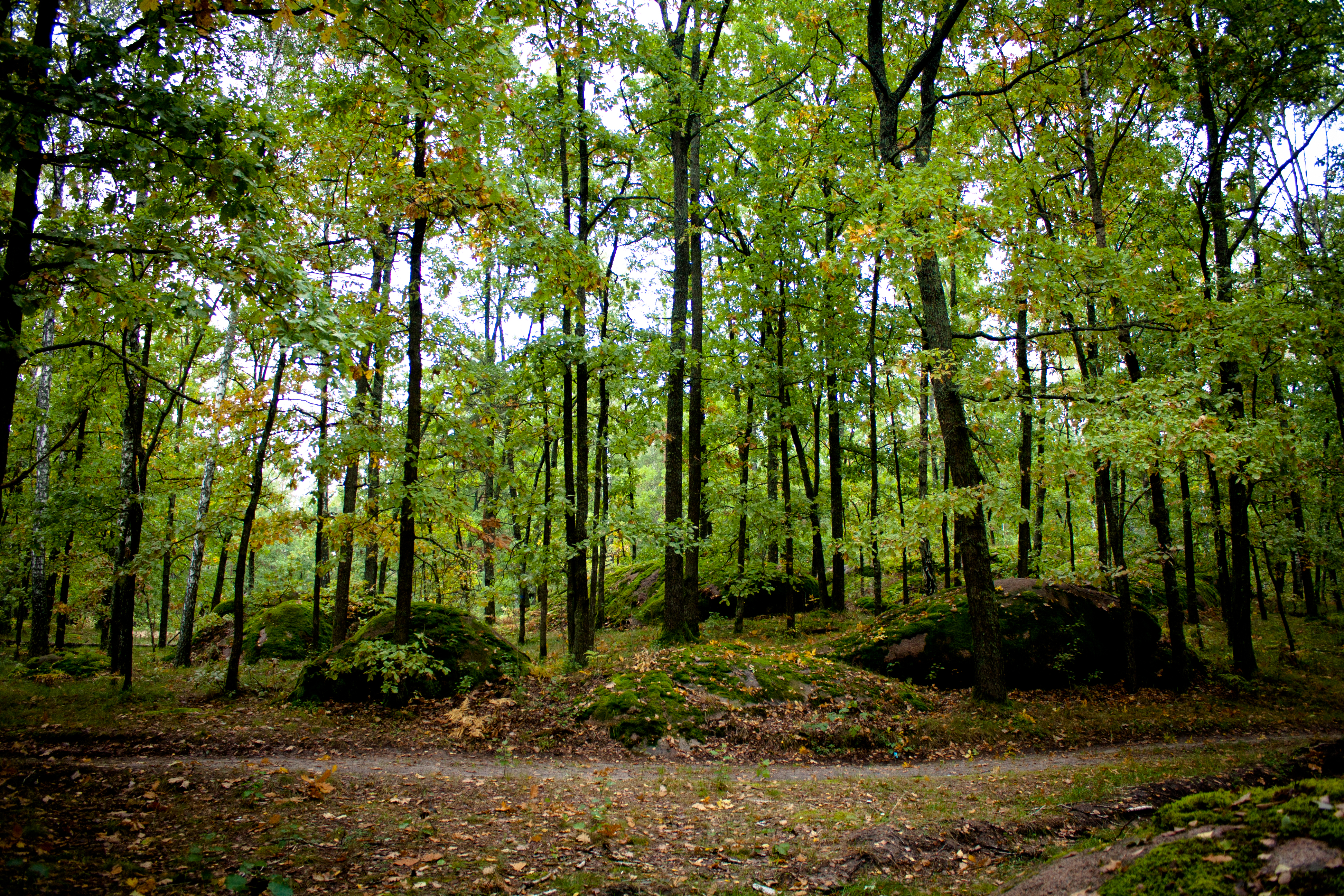
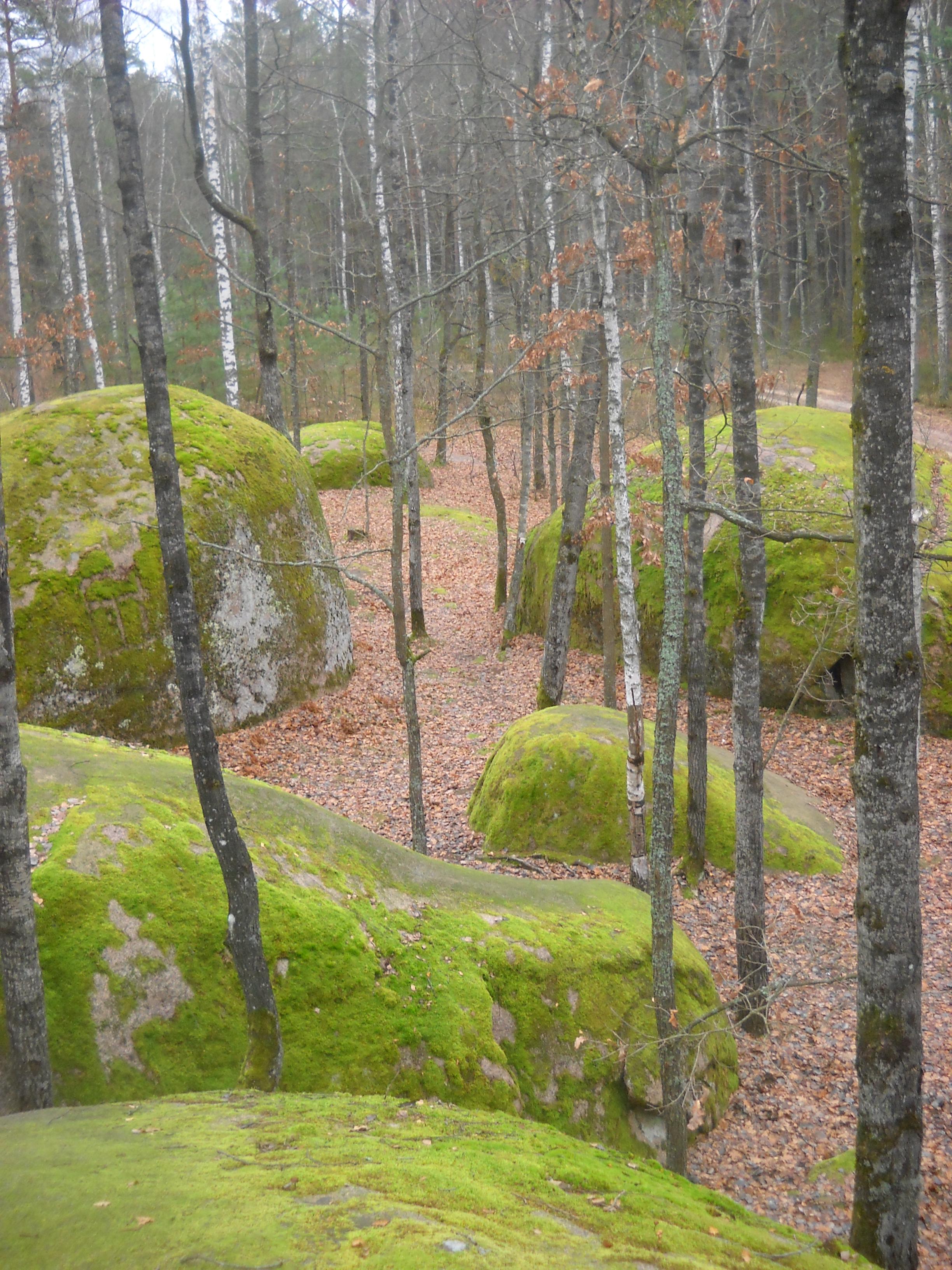
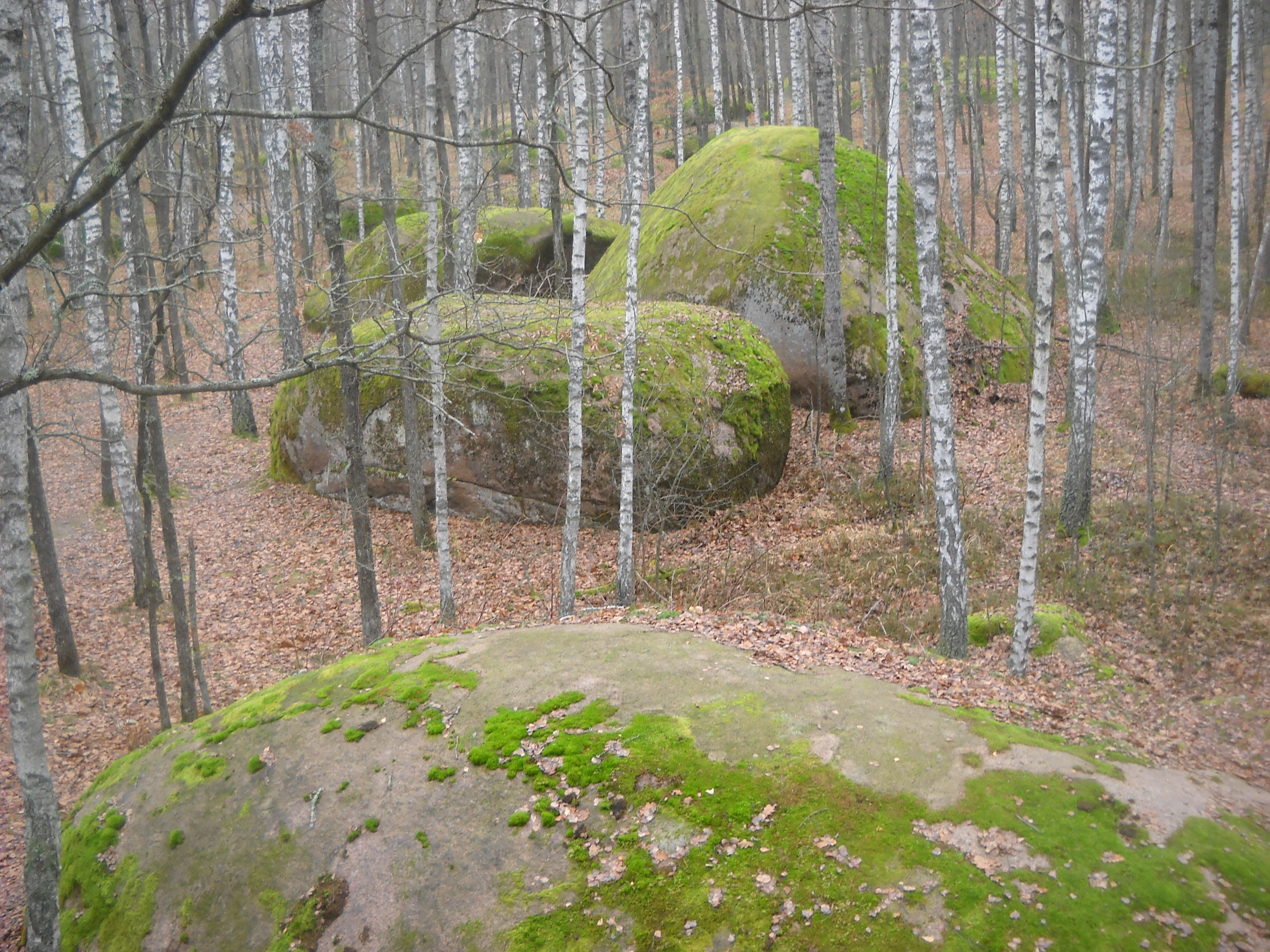